# Aplatyphylax eupalinos
Aplatyphylax eupalinos är en nattsländeart som beskrevs av Schmid 1991. Aplatyphylax eupalinos ingår i släktet Aplatyphylax och familjen husmasknattsländor. Inga underarter finns listade i Catalogue of Life.